# Z – Az elveszett város
A Z – Az elveszett város (eredeti cím: The Lost City of Z) 2016-ban bemutatott amerikai életrajzi-kalandfilm, melyet James Gray írt és rendezett, David Grann 2009-es azonos nevű könyve alapján. A főszereplők Charlie Hunnam, Robert Pattinson, Sienna Miller és Tom Holland.
Az Amerikai Egyesült Államokban 2017. április 14-én mutatták be. Magyarországon a Digi Film mutatta be.

## Szereplők
| Szereplő              | Színész          | Magyar hang        |
| --------------------- | ---------------- | ------------------ |
| Percy Fawcett         | Charlie Hunnam   | Schmied Zoltán     |
| Henry Costin          | Robert Pattinson | Lengyel Tamás      |
| Nina Fawcett          | Sienna Miller    | Nagy-Kálózy Eszter |
| Jack Fawcett          | Tom Holland      | Baráth István      |
| James Murray          | Angus Macfadyen  | Mihályi Győző      |
| Sir John Scott Keltie | Clive Francis    | Perlaki István     |
| Sir George Goldie     | Ian McDiarmid    | Szersén Gyula      |
| De Gondoriz báró      | Franco Nero      | Kőszegi Ákos       |
| Lord James Bernard    | Murray Melvin    | Cs. Németh Lajos   |
| Bryce miniszter       | David Calder     | Barbinek Péter     |